# 나우시토오스
나우시토오스(Nausithoos)는 그리스 신화에 나오는 인물이다. 바다의 신 포세이돈이 기간테스의 우두머리인 에우리메돈의 딸 페리보이아와 관계를 맺어 태어난 아들 나우시토오스는 전설의 섬 스케리아에 살던 파이아케스인의 왕이다. 이아케스인은 원래 확 트인 고원에서 살았는데, 이웃에 사는 거인족 키클로페스의 괴롭힘이 심해지자 나우시토오스가 주민들을 이끌고 스케리아섬으로 이주하였다고 한다. 나우시토오스는 알키노오스와 렉세노르 두 아들을 두었는데, 렉세노르는 아폴론의 분노를 사서 살해당하였다는 설도 있다. 알키노오스가 나우시토오스의 왕위를 이었으며, 렉세노르의 딸 아레테와 결혼하여 딸 나우시카를 낳았다. 한편, 오디세우스는 트로이 전쟁이 끝난 뒤에도 곧바로 고향인 이타케로 돌아가지 못하고 오랫동안 방랑하였는데, 요정 칼립소가 사는 섬에서는 7년이나 머물렀다. 그 동안 오디세우스와 칼립소 사이에서 나우시토오스를 비롯하여 나우시노오스, 라티누스, 텔레고노스 등의 아들이 태어났다고 한다. 나우시토오스와 나우시노오스는 쌍둥이였으며, 라티누스와 텔레고노스는 오디세우스와 마녀 키르케 사이에서 태어났다고도 한다.